# 81822 Джеймсерлі
81822 Джеймсерлі (81822 Jamesearly) — астероїд головного поясу, відкритий 27 травня 2000 року.
Тіссеранів параметр щодо Юпітера — 3,269.